# Fußballclub Hansa Rostock 2013-2014
Questa voce raccoglie le informazioni riguardanti il Fußballclub Hansa Rostock nelle competizioni ufficiali della stagione 2013-2014.

## Stagione
Nella stagione 2013-2014 l'Hansa Rostock, allenato da Andreas Bergmann, Robert Roelofsen e Dirk Lottner, concluse il campionato di 3. Liga al 13º posto.

## Rosa
| N. |                        | Ruolo | Calciatore              |
| -- | ---------------------- | ----- | ----------------------- |
| 1  | Germania (bandiera)    | P     | Jörg Hahnel             |
| 3  | Germania (bandiera)    | D     | Steven Ruprecht         |
| 4  | Germania (bandiera)    | D     | Tommy Grupe             |
| 5  | Germania (bandiera)    | C     | Denis Weidlich          |
| 6  | Belgio (bandiera)      | C     | Ken Leemans             |
| 7  | Germania (bandiera)    | D     | Shervin Radjabali-Fardi |
| 8  | Polonia (bandiera)     | C     | David Blacha            |
| 9  | Germania (bandiera)    | C     | Julian Jakobs           |
| 10 | Paesi Bassi (bandiera) | A     | Johan Plat              |
| 11 | Francia (bandiera)     | C     | Alex Mendy              |
| 13 | Montenegro (bandiera)  | C     | Milorad Peković         |
| 14 | Germania (bandiera)    | C     | Max Christiansen        |
| 16 | Germania (bandiera)    | C     | Martin Pett             |
| 17 | Namibia (bandiera)     | C     | Manfred Starke          |

| N. |                     | Ruolo | Calciatore         |
| -- | ------------------- | ----- | ------------------ |
| 18 | Grecia (bandiera)   | A     | Nikolaos Iōannidīs |
| 19 | Germania (bandiera) | C     | Sascha Schünemann  |
| 20 | Germania (bandiera) | P     | Fabian Künnemann   |
| 21 | Germania (bandiera) | A     | Halil Savran       |
| 22 | Germania (bandiera) | P     | Johannes Brinkies  |
| 23 | Germania (bandiera) | C     | Robin Krauße       |
| 24 | Germania (bandiera) | D     | Lukas Pägelow      |
| 25 | Germania (bandiera) | D     | Sebastian Pelzer   |
| 28 | Germania (bandiera) | C     | Dennis Srbeny      |
| 29 | Germania (bandiera) | A     | Mustafa Kučuković  |
| 30 | Germania (bandiera) | A     | Henry Haufe        |
| 31 | Germania (bandiera) | P     | Tobias Werk        |
| 32 | Germania (bandiera) | D     | Maximilian Rausch  |
| 33 | Germania (bandiera) | C     | Leonhard Haas      |

## Organigramma societario
Area tecnica
- Allenatore: Dirk Lottner
- Allenatore in seconda:
- Preparatore dei portieri:
- Preparatori atletici:

## Calciomercato

### Sessione estiva
| Acquisti | Acquisti                | Acquisti              | Acquisti |
| R.       | Nome                    | da                    | Modalità |
| -------- | ----------------------- | --------------------- | -------- |
| C        | Denis Weidlich          | Jahn Ratisbona        |          |
| C        | David Blacha            | Sandhausen            |          |
| A        | Nikolaos Iōannidīs      | Olympiacos U19        |          |
| C        | Julian Jakobs           | Siegen                |          |
| C        | Robin Krauße            | Hansa Rostock U19     |          |
| P        | Fabian Künnemann        | Hansa Rostock U19     |          |
| D        | Lukas Pägelow           | Hansa Rostock U19     |          |
| C        | Milorad Peković         | Greuther Fürth        |          |
| D        | Shervin Radjabali-Fardi | Hertha Berlino        |          |
| D        | Steven Ruprecht         | Hallescher            |          |
| A        | Halil Savran            | Erzgebirge Aue        |          |
| C        | Sascha Schünemann       | Hannover 96           |          |
| C        | Dennis Srbeny           | Hertha Zehlendorf U19 |          |

| Cessioni | Cessioni           | Cessioni             | Cessioni |
| R.       | Nome               | a                    | Modalità |
| -------- | ------------------ | -------------------- | -------- |
| C        | Denis Berger       | Sonnenhof G.         |          |
| C        | Michael Blum       | Osnabrück            |          |
| D        | Stephan Gusche     | Wehen Wiesbaden      |          |
| C        | Edisson Jordanov   | Borussia Dortmund II |          |
| C        | Philipp Klement    | Norimberga II        |          |
| P        | Kevin Müller       | Stoccarda            |          |
| D        | Andreas Pfingstner | Sturm Graz           |          |
| A        | Collin Quaner      | Ingolstadt 04        |          |
| A        | Nils Quaschner     | Liefering            |          |
| A        | Emil Rilke         | U Cluj               |          |
| D        | Maurice Trapp      | Union Berlino II     |          |
| C        | Tom Weilandt       | Greuther Fürth       |          |
| C        | Nico Zimmermann    | Aalen                |          |
| D        | Ben Zolinski       | Union Berlino II     |          |

### Sessione invernale
| Acquisti | Acquisti | Acquisti | Acquisti |
| R.       | Nome     | da       | Modalità |
| -------- | -------- | -------- | -------- |

| Cessioni | Cessioni       | Cessioni    | Cessioni |
| R.       | Nome           | a           | Modalità |
| -------- | -------------- | ----------- | -------- |
| A        | Sargis Adamyan | Neustrelitz |          |
| D        | Ronny Marcos   | Amburgo II  |          |

## Risultati

### 3. Liga

#### Girone di andata
| Rostock 20 luglio 2013, ore 14:00 CEST 1ª giornata | Hansa Rostock | 0 – 0 referto | Holstein Kiel | DKB-Arena (13 400 spett.)\| Arbitro: \| Bandurski \| |
| Arbitro:                                           | Bandurski     |               |               |                                                      |

| Arbitro: | Dietz |

|           |           |                 |
| Salem 46’ | Marcatori | 45’, 55’ Blacha |

| Arbitro: | Mix |

|                                     |           |             |
| Savran 21’ Iōannidīs 76’ Blacha 79’ | Marcatori | 23’ Rathgeb |

| Arbitro: | Kampka |

|               |           |                     |
| Hohnstedt 24’ | Marcatori | 49’ Plat 87’ Savran |

| Arbitro: | Reichel |

|  |           |            |
|  | Marcatori | 7’ Bichler |

| Arbitro: | Kinhöfer |

|                                    |           |  |
| Schnatterer 68’ (rig.), 83’ (rig.) | Marcatori |  |

| Arbitro: | Alt |

|                                           |           |                             |
| Ruprecht 5’ Iōannidīs 10’, 13’ Starke 89’ | Marcatori | 43’ Neunaber 90’ Amachaibou |

| Arbitro: | Weiner |

|          |           |               |
| Fink 14’ | Marcatori | 30’ Iōannidīs |

| Arbitro: | Heft |

|            |           |                  |
| Savran 29’ | Marcatori | 55’, 88’ Ducksch |

| Arbitro: | Aarnink |

|                                                                      |           |  |
| Gondorf 23’ Behrens 26’ Stroh-Engel 47’, 54’ (rig.), 57’ (rig.), 72’ | Marcatori |  |

| Arbitro: | Siewer |

|                          |           |  |
| Onuegbu 34’ Bollmann 70’ | Marcatori |  |

| Rostock 4 ottobre 2013, ore 19:00 CEST 12ª giornata | Hansa Rostock | 0 – 0 referto | Saarbrücken | DKB-Arena (9 700 spett.)\| Arbitro: \| Stein \| |
| Arbitro:                                            | Stein         |               |             |                                                 |

| Arbitro: | Glasmacher |

|                                 |           |  |
| Marchese 32’ (rig.), 52’ (rig.) | Marcatori |  |

| Arbitro: | Kampka |

|                                 |           |                    |
| Radjabali-Fardi 12’ Peković 15’ | Marcatori | 70’ (rig.) Bertram |

| Arbitro: | Blos |

|                 |           |                    |
| Truckenbrod 77’ | Marcatori | 20’ Grupe 83’ Haas |

| Arbitro: | Göpferich |

|               |           |            |
| Kučuković 26’ | Marcatori | 35’ Benčík |

| Arbitro: | Hartmann |

|            |           |                     |
| Kaiser 60’ | Marcatori | 37’ Blacha 52’ Plat |

| Arbitro: | Wingenbach |

|           |           |  |
| Blacha 1’ | Marcatori |  |

| Arbitro: | Stein |

|             |           |                                |
| Jänicke 66’ | Marcatori | 34’ Blacha 54’ Plat 56’ Jakobs |

#### Girone di ritorno
| Arbitro: | Gerach |

|                           |           |                      |
| Heider 15’ Siedschlag 57’ | Marcatori | 40’ Savran 44’ Mendy |

| Arbitro: | Dittrich |

|            |           |  |
| Blacha 53’ | Marcatori |  |

| Arbitro: | Jablonski |

|                                                |           |          |
| Breier 55’ Riemann 74’ (rig.), 90’ Schwenk 76’ | Marcatori | 14’ Plat |

| Arbitro: | Stieler |

|            |           |                    |
| Jakobs 27’ | Marcatori | 3’ (rig.) Feldhahn |

| Arbitro: | Unger |

|                   |           |                              |
| Haberer 2’ (rig.) | Marcatori | 12’, 22’ Grupe 90’ Iōannidīs |

| Arbitro: | Aytekin |

|  |           |              |
|  | Marcatori | 8’ Reinhardt |

| Arbitro: | Storks |

|                     |           |                   |
| Neunaber 83’ (rig.) | Marcatori | 25’ (rig.) Savran |

| Arbitro: | Thomsen |

|                     |           |                              |
| Radjabali-Fardi 42’ | Marcatori | 10’ (aut.) Ruprecht 67’ Fink |

| Arbitro: | Schriever |

|  |           |            |
|  | Marcatori | 40’ Blacha |

| Arbitro: | Willenborg |

|  |           |                 |
|  | Marcatori | 17’ Stroh-Engel |

| Arbitro: | Brand |

|  |           |               |
|  | Marcatori | 11’ Gardawski |

| Arbitro: | Stegemann |

|                       |           |  |
| Schmidt 21’ Korte 41’ | Marcatori |  |

| Arbitro: | Unger |

|                         |           |                             |
| Jakobs 2’ Iōannidīs 40’ | Marcatori | 47’ Edwini-Bonsu 60’ Müller |

| Arbitro: | Meyer |

|                                                            |           |                                          |
| Furuholm 63’ Bertram 76’ (rig.) Sembolo 79’ Lindenhahn 90’ | Marcatori | 37’ (rig.), 52’ (rig.) Savran 90’ Blacha |

| Arbitro: | Stein |

|                       |           |                                                |
| Savran 38’ Jakobs 63’ | Marcatori | 21’, 59’ Benyamina 52’ Scherder 88’ Schöneberg |

| Arbitro: | Steinberg |

|  |           |           |
|  | Marcatori | 7’ Blacha |

| Arbitro: | Steinhaus-Webb |

|  |           |                  |
|  | Marcatori | 44’ (rig.) Frahn |

| Arbitro: | Siebert |

|              |           |                 |
| Kammlott 20’ | Marcatori | 2’ Christiansen |

| Arbitro: | Valentin |

|               |           |            |
| Kučuković 72’ | Marcatori | 1’ Jänicke |

## Statistiche

### Statistiche di squadra
| Competizione | Punti | In casa | In casa | In casa | In casa | In casa | In casa | In trasferta | In trasferta | In trasferta | In trasferta | In trasferta | In trasferta | Totale | Totale | Totale | Totale | Totale | Totale | DR  |
| Competizione | Punti | G       | V       | N       | P       | Gf      | Gs      | G            | V            | N            | P            | Gf           | Gs           | G      | V      | N      | P      | Gf     | Gs     | DR  |
| ------------ | ----- | ------- | ------- | ------- | ------- | ------- | ------- | ------------ | ------------ | ------------ | ------------ | ------------ | ------------ | ------ | ------ | ------ | ------ | ------ | ------ | --- |
| 3. Liga      | 49    | 19      | 5       | 6       | 8       | 20      | 22      | 19           | 8            | 4            | 7            | 25           | 33           | 38     | 13     | 10     | 15     | 45     | 55     | -10 |
| Totale       | 49    | 19      | 5       | 6       | 8       | 20      | 22      | 19           | 8            | 4            | 7            | 25           | 33           | 38     | 13     | 10     | 15     | 45     | 55     | -10 |

### Andamento in campionato
| Giornata  | 1 | 2 | 3 | 4 | 5 | 6 | 7 | 8 | 9 | 10 | 11 | 12 | 13 | 14 | 15 | 16 | 17 | 18 | 19 | 20 | 21 | 22 | 23 | 24 | 25 | 26 | 27 | 28 | 29 | 30 | 31 | 32 | 33 | 34 | 35 | 36 | 37 | 38 |
| --------- | - | - | - | - | - | - | - | - | - | -- | -- | -- | -- | -- | -- | -- | -- | -- | -- | -- | -- | -- | -- | -- | -- | -- | -- | -- | -- | -- | -- | -- | -- | -- | -- | -- | -- | -- |
| Luogo     | C | T | C | T | C | T | C | T | C | T  | T  | C  | T  | C  | T  | C  | T  | C  | T  | T  | C  | T  | C  | T  | C  | T  | C  | T  | C  | C  | T  | C  | T  | C  | T  | C  | T  | C  |
| Risultato | N | V | V | V | P | P | V | N | P | P  | P  | N  | P  | V  | V  | N  | V  | V  | V  | N  | V  | P  | N  | V  | P  | N  | P  | V  | P  | P  | P  | N  | P  | P  | V  | P  | N  | N  |
| Posizione | 8 | 8 | 4 | 3 | 6 | 7 | 5 | 6 | 8 | 13 | 14 | 14 | 15 | 14 | 10 | 11 | 10 | 5  | 3  | 3  | 4  | 4  | 4  | 4  | 4  | 4  | 5  | 5  | 5  | 6  | 9  | 7  | 9  | 12 | 10 | 12 | 12 | 13 |

Legenda:

Luogo: C = Casa; T = Trasferta. Risultato: V = Vittoria; N = Pareggio; P = Sconfitta.

### Statistiche dei giocatori
| D. Blacha          | 35 | 10 | 1  | 0 |
| J. Brinkies        | 18 | 0  | 2  | 0 |
| M. Christiansen    | 7  | 1  | 0  | 0 |
| T. Grupe           | 27 | 3  | 2  | 0 |
| L. Haas            | 27 | 1  | 6  | 0 |
| J. Hahnel          | 22 | 0  | 1  | 1 |
| H. Haufe           | 2  | 0  | 0  | 0 |
| N. Iōannidīs       | 30 | 6  | 3  | 0 |
| J. Jakobs          | 36 | 4  | 1  | 0 |
| R. Krauße          | 10 | 0  | 3  | 0 |
| M. Kučuković       | 21 | 2  | 0  | 1 |
| F. Künnemann       | 0  | 0  | 0  | 0 |
| K. Leemans         | 4  | 0  | 0  | 0 |
| R. Marcos          | 0  | 0  | 0  | 0 |
| A. Mendy           | 37 | 1  | 7  | 0 |
| M. Peković         | 24 | 1  | 6  | 2 |
| S. Pelzer          | 23 | 0  | 5  | 0 |
| M. Pett            | 3  | 0  | 0  | 0 |
| J. Plat            | 22 | 4  | 2  | 0 |
| L. Pägelow         | 2  | 0  | 0  | 0 |
| S. Radjabali-Fardi | 36 | 2  | 4  | 1 |
| M. Rausch          | 0  | 0  | 0  | 0 |
| S. Ruprecht        | 33 | 1  | 10 | 0 |
| H. Savran          | 32 | 8  | 5  | 0 |
| S. Schünemann      | 18 | 0  | 0  | 1 |
| D. Srbeny          | 2  | 0  | 0  | 0 |
| M. Starke          | 22 | 1  | 2  | 1 |
| D. Weidlich        | 32 | 0  | 5  | 0 |
| T. Werk            | 0  | 0  | 0  | 0 |